# Günstedt
Günstedt est une commune allemande de l'arrondissement de Sömmerda, Land de Thuringe.

## Géographie
Günstedt se situe dans le bassin de Thuringe ; le Schwarzburgische Helbe traverse son territoire.
| Frömmstedt    | Kindelbrück |          |
| Herrnschwende | Günstedt    | Riethgen |
|               | Weißensee   |          |

Günstedt se trouve sur la Bundesstraße 86.

## Histoire
Günstedt est mentionné pour la première fois en 802.
Au cours de la Seconde Guerre mondiale environ 100 prisonniers de guerre, internés militaires et civils déplacés des zones occupées par l'Allemagne sont contraints à des travaux agricoles.